# Euraåminne kyrkby

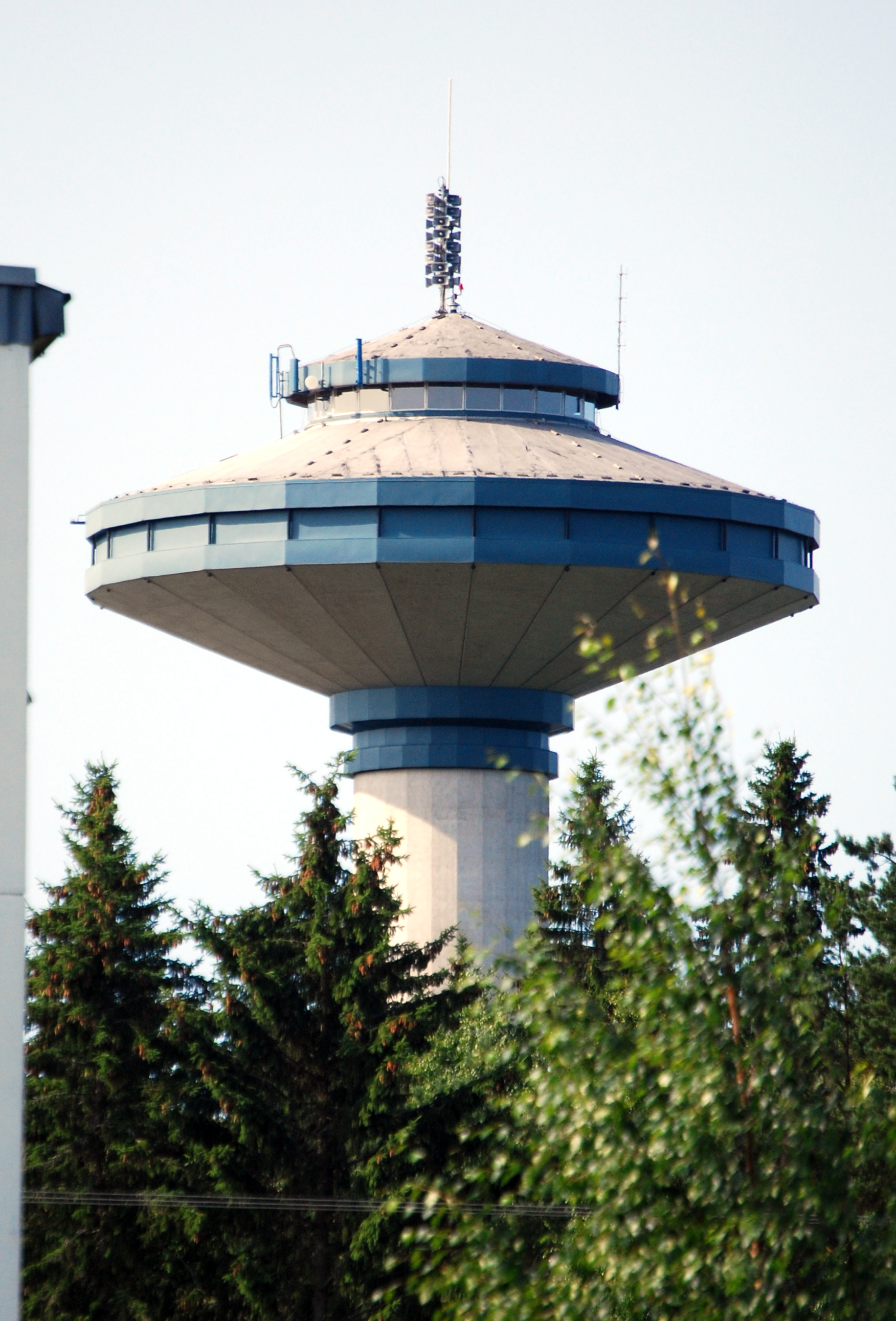
Euraåminne vattentorn

Euraåminne kyrkby (finska: Eurajoen kirkonkylä) är kommuncentrum för Euraåminne kommun i det finländska landskapet Satakunda. Kyrkbyn ligger vid Eura å öster om riksväg 8 mellan Åbo och Vasa. År 2020 fanns det 3 546 invånare i Euraåminne kyrkby.

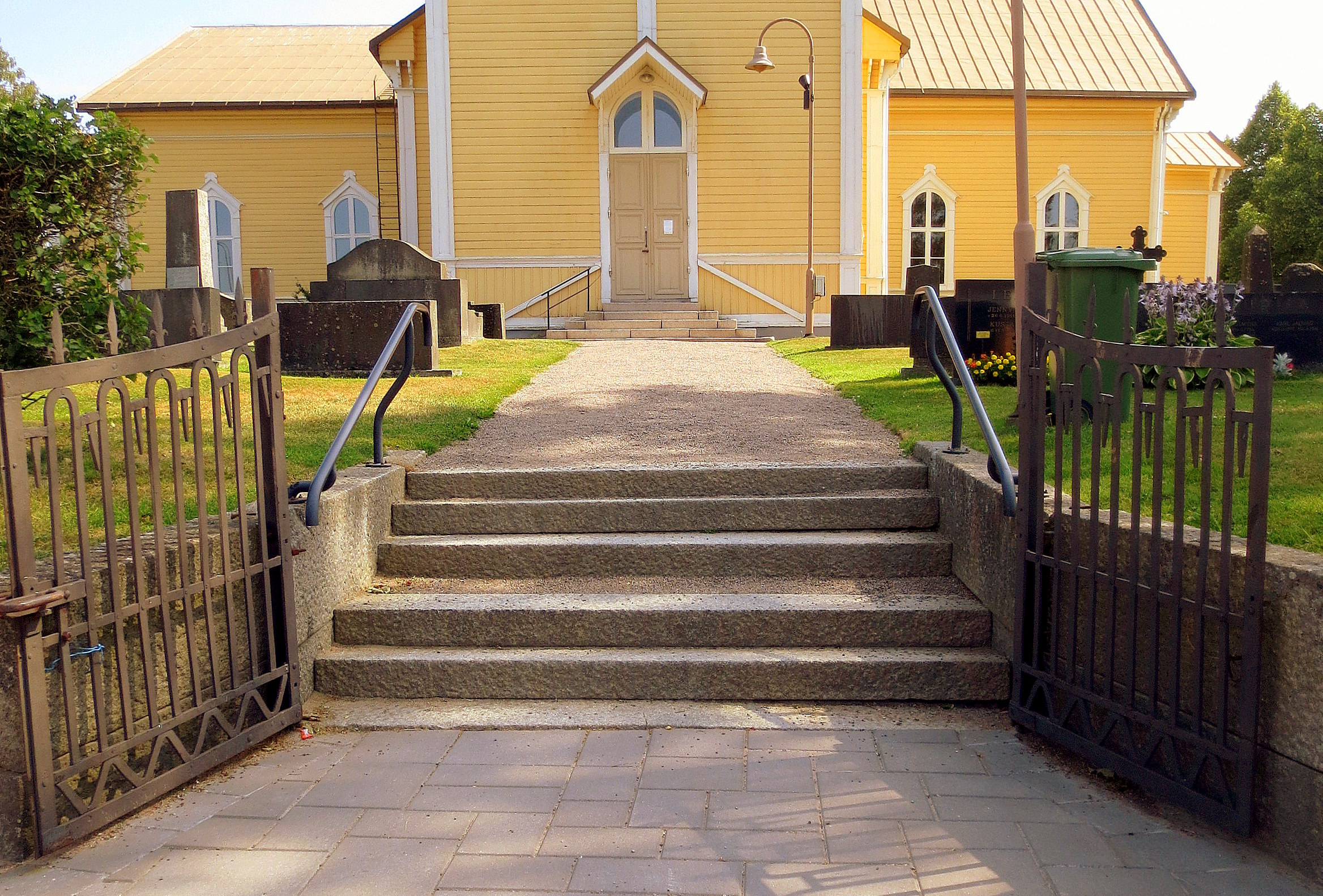
Euraåminne kyrkas huvudingång

Euraåminne församling omnämndes i skriftliga källor i början av 1300-talet. År 1344 kallades socken med namnet Effraboaminne och år 1553 Euffrabominne. I kyrkbyn finns bland annat Euraåminne kyrka, Euraåminne FBK, två matbutiker, hälsovårdscentret, kommunhuset, biblioteket och vattentornet.